# La Maldición de Quon Gwon
The Curse of Quon Gwon: When the Far East Mingles with the West, conocida en español como La Maldición de Quon Gwon es una película muda en blanco y negro. Filmada en c. 1916 o 1917, nunca fue estrenada en salas de cine y durante mucho tiempo se creyó perdida. Sobrevivieron dos rollos de un total estimado de siete u ocho carretes y fueron restaurados, lo que deja la película incompleta.

## Trasfondo
Marion E. Wong creó la Mandarin Film Company en Oakland, California y se desempeñó como su presidenta. En una entrevista con el Oakland Tribune en 1916, expresó su interés en presentar la cultura china al público estadounidense a través del cine. Para ello produjo, dirigió y escribió el guion de The Curse of Quon Gwon, la única película que rodó su compañía. La película cuenta una historia de amor con la cuñada de Wong, Violet Wong, como la protagonista femenina, y la propia Wong como la villana de la película. Otros miembros de la familia Wong también tuvieron papeles en la película. Según el nieto de Violet Wong, Gregory Mark, la película fue rechazada para su distribución.

## Proceso de restauración
En 1969, Violet Wong le contó a su nieto Gregory Mark que había una lata de película en el sótano de la casa familiar y le dijo: "Haz algo con ella". Mark la convirtió en 16 mm y, unos años después, Violet le mostró la película a su familia. En 2004, el cineasta Arthur Dong se enteró de que dos rollos de nitrato y una copia de 16 mm que contenía imágenes de La maldición de Quon Gwon que estaban en posesión de los descendientes de Violet Wong mientras investigaba para su película documental Hollywood Chinese. Se le dio acceso al material y lo llevó al Archivo Cinematográfico de la Academia, que restauró la película en 2005.  Es la primera película chino-estadounidense conocida y también una de las primeras películas dirigidas por una mujer, Marion E. Wong. La mayor parte de la película sigue desaparecida.

## Reconocimientos
En diciembre de 2006, la película fue reconocida como una película cultural, histórica y estéticamente significativa por el Registro Nacional de Cine.